# دانشگاه دولتی کشاورزی روسیه
دانشگاه دولتی کشاورزی روسیه یا دانشگاه تیمیریازوف کهن‌ترین نهاد آموزشی مربوط به گیاه‌شناسی و کشاورزی در روسیه به‌شمار می‌آید که در سوم دسامبر ۱۸۶۵ پایه‌گذاری شده است. نام دانشگاه به افتخار کلیمنت تیمیریازوف بر آن نهاده شده است. این دانشگاه با دانشگاه علوم کشاورزی و منابع طبیعی ساری و دانشگاه شهرکرد همکاری دارد.